# Tomáš Kříž
Tomáš Kříž ([ˈtɔmaːʃ kr̝iːʃ], * 17. März 1959 in Prag) ist ein ehemaliger tschechischer Fußballspieler.

## Vereinskarriere
Kříž begann mit dem Fußballspielen im Alter von sieben Jahren bei Dukla Prag. Mit 18 Jahren wurde er in den Kader der A-Mannschaft aufgenommen. Schnell eroberte sich der Stürmer, der aber vielmehr Vorbereiter als Torjäger war, einen Stammplatz. Kříž blieb dem Armeeverein bis 1989 treu und gewann mit den Rot-Gelben 1977, 1979 und 1982 die tschechoslowakische Meisterschaft. Zudem konnte er drei Mal, nämlich 1981, 1983 und 1985 den Sieg im nationalen Pokalwettbewerb feiern.
Nach insgesamt 13 Spielzeiten bei Dukla wechselte Kříž 1989 zum SV Darmstadt 98 in die 2. Bundesliga. In der Saison 1989/90 kam er auf 13 Einsätze, in denen ihm ein Tor gelang, in der Spielzeit 1990/91 lief er nur noch zweimal für die Hessen auf. Er kehrte in die Tschechoslowakei zurück und schloss sich Chmel Blšany an, allerdings nur für ein halbes Jahr.
Die nächsten vier Jahre verbrachte der Offensivspieler im österreichischen Amateurfußball, von 1995 bis 1999 spielte er in Louňovice pod Blaníkem, von 1999 bis 2003 in Kožlany.

## Nationalmannschaft
In der Tschechoslowakischen Nationalmannschaft debütierte Kříž am 28. Oktober 1981. Dabei unterlag die ČSSR der UdSSR in Tiflis mit 0:3. Er nahm an der für die Tschechoslowakei enttäuschenden Weltmeisterschaft 1982 teil, bei der er zwei Gruppenspiele bestritt, davon aber keines über die volle Distanz. Nach der WM spielte er erst wieder  im Oktober 1983 in einem Freundschaftsspiel gegen Bulgarien.
Kříž wurde beinahe drei Jahre nicht berücksichtigt, ehe er im August 1986 zwei Spiele gegen Australien bestritt. Der 3:0-Erfolg in Sydney am 10. August 1983 war Kříž' letztes Spiel in der Nationalmannschaft.

## Nach der aktiven Karriere
Tomáš Kříž arbeitet seit 2003 als Trainer in der Juniorenabteilung von Dukla Prag.